# Ел Мунтасир
Абу Џафар Мухамед ибн Џафар (арап. أبو جعفر محمد بن جعفر) познатији по свом престоном имену ел Мунтасир Билах (арап. المنتصر بالله, „Онај који побеђује у Алаху”; 23. март 838, Самара — 7. јун 862, Самара) био је абасидски калиф (861—862) за време анархије у Самари.

## Биографија
Абу Џафар Мухамед је био најстарији син абасидског калифа ел Мутавакила. Као очев миљеник, стекао је статус престолонаследника. Међутим, временом је почео губити његову наклоност. Године 861. Мутавакил му је запретио да ће га разбаштинити. На то је Абу Џафар Мухамед отишао Турцима, који су служили као калифова гарда. Пошто су већ били незадовољни због погубљења команданта, лако је успео да их убеди да би више напредовали под његовим влашћу него под влашћу било кога од његове браће. Дана 11. децембра Мутавакил је убијен у својим одајама, а Абу Џафар Мухамед је помоћу Турака изабран за новог калифа узевши име ел Мунтасир Билах у значењу „Онај који побеђује у Алаху”.
Мунтасир је био први у низу калифа чију владавину је обележила потпуна доминација Турака у дворској политици. Зато се његов долазак на власт сматра почетком анархије у Самари. Нови калиф је ублажио прогоне шиита у односу на свог претходника. Спољна политика му је била обележена наставком рата са Византијом, који је вођен на простору Мале Азије са променљивим успехом. Током његове владавине настављено је грађење и ширење престоне Самаре. По угледу на Куполу на стени био је направљен мали октагонални маузолеј Кубат ел Сулајбија.
Умро је 7. јуна 862. године у Самари, где је и сахрањен. Постоје извесна неслагања у узроку смрти, при чему једна група историчара тврди да је био отрован, а друга да је умро од болести. У сваком случају, наследио га је стриц или брат од стрица, ел Мустаин, изабран од стране турских јединица.